# Kitakyushu
Kitakyushu (Japans: 北九州市, Kitakyūshū-shi), letterlijk Noord-Kyushu is een Japanse stad in de prefectuur Fukuoka. Op 1 april 2018 had de stad 945.061 inwoners. De bevolkingsdichtheid bedroeg 1921 inw./km². De oppervlakte van de stad bedraagt 491,95 km². De stad is een belangrijk onderdeel van het Kammon Kaikyo-gebied.
De stad is in 1963 gesticht door het samenvoegen van de steden Moji, Kokura, Tobata, Yahata en Wakamatsu.
In de jaren zestig was het een vervuilde industriestad, maar tegenwoordig is Kitakyushu een van de voorlopers op het gebied van recycling. Nippon Steel is nog steeds een van de belangrijkste werkgevers van de stad. In het stadsdeel Yahata bevindt zich de hoofdvestiging van Yaskawa, een producent van industriële robots en elektromotoren.

## Wijken

De wijken van Kitakyushu

Kitakyushu heeft zeven wijken (ku):
- Kokura Kita-ku
- Kokura Minami-ku
- Moji-ku
- Tobata-ku
- Wakamatsu-ku
- Yahatahigashi-ku
- Yahatanishi-ku

## Cultuur
De schrijver Seichō Matsumoto is in Kokura geboren. Een aan hem gewijd museum bevindt zich in de binnenstad. Zijn collega Mori Ogai leefde meerdere jaren in Kokura. Zijn huis waar hij de Kokura Nikki (Kokurase dagboeken) schreef, is opengesteld voor publiek. De schrijver Hino Ashihei werd geboren in Wakamatsu, waar zijn geboortehuis kan worden bezichtigd.

## Verkeer
Kitakyushu ligt op een strategische positie aan de zuidkant van de Straat van Kanmon, en vormt een belangrijk knooppunt tussen Honshu en Kyushu. Via de Kanmonbrug is Kitakyushu verbonden met Shimonoseki.
Station Kokura is het voorlaatste station aan de Sanyo Shinkansen-spoorlijn en is halte op alle Shinkansen-spoorlijnen. Het station ligt ook aan de Kagoshima- en Nippō-spoorlijn. In de stad wordt het openbaar vervoer uitgevoerd met bussen en door de stedelijke monorail.
Kitakyushu is de grootste veerhaven in West-Japan. Hiervandaan varen veerdiensten naar Shimonoseki, Matsuyama, Tokushima, Kobe, Osaka, Tokio; naar Ulsan en Busan in Zuid-Korea; en naar de eilanden van Kitakyushu.
Op 16 maart 2006 opende de nieuwe luchthaven : New Kitakyushu Airport (新北九州空港, Shin Kitakyūshū Kūkō; IATA-code KKJ). Deze luchthaven, op een kunstmatig eiland voor de kust, is 24 uur per dag open en is veel groter dan de vorige luchthaven Fukuoka City Airport.

## Stedenbanden
- Dalian (China)
- Incheon (Zuid-Korea)
- Norfolk (Verenigde Staten)
- Phnom Penh (Cambodja)
- Tacoma (Verenigde Staten)

## Bekende inwoners van Kitakyushu

### Geboren
- Roh Ogura (1916-1990), componist en schrijver
- Tetsuya Theodore Fujita (1920-1998), meteoroloog, natuurkundige en bedenker van de Schaal van Fujita
- Ikki Kajiwara (1936-1987), mangaka
- Kenji Kimihara (1941), marathonloper
- Akiko Sekine (1975), triatlete
- Mariko Muranaka (1982), celliste en componiste
- Abdul Hakim Sani Brown (1999), atleet

### Overleden
- Hisayasu Nagata (1969-2009), politicus

## Galerij

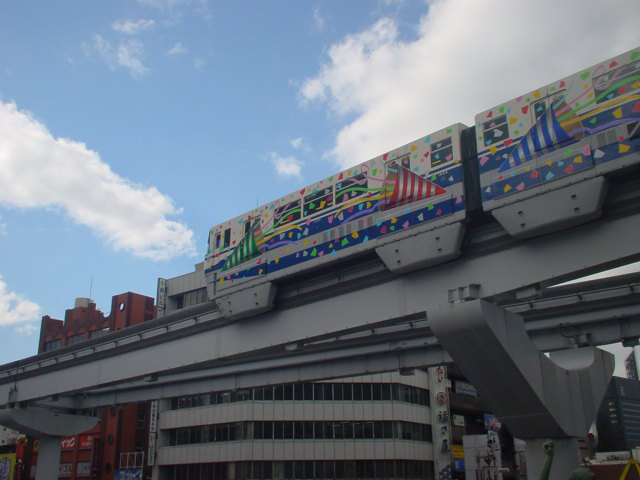
Monorail van Kitakyushu
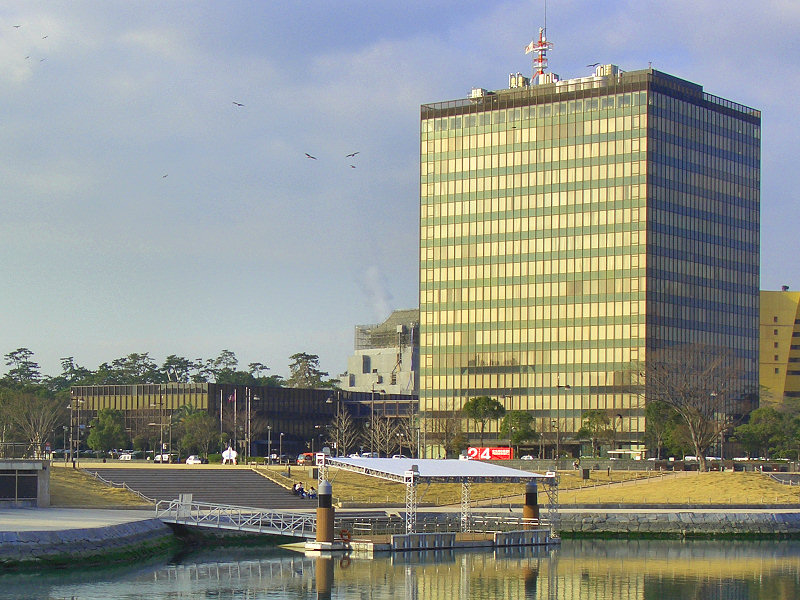
Het stadhuis van Kitakyushu